# Monika Plura

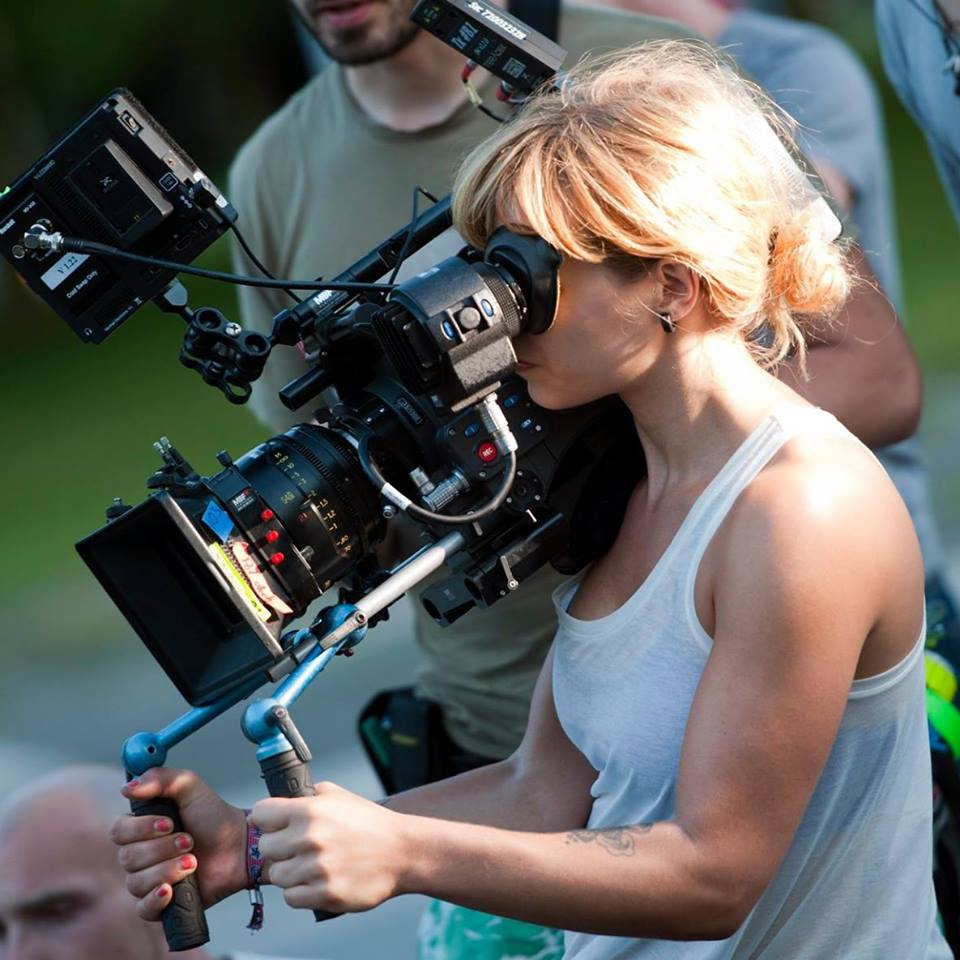
Monika Plura (2014)

Monika Plura (* 12. Dezember 1985 in Neuwied) ist eine deutsche Kamerafrau.

## Leben
Gemeinsam mit ihrer Zwillingsschwester Martina Plura drehte sie im Alter von elf Jahren die ersten eigenen Filme.
Nach dem Abitur am Rhein-Wied-Gymnasium in Neuwied absolvierte sie mehrere Praktika bei deutschen und internationalen Kino- und Fernsehproduktionen. Von 2008 bis 2012 studierte sie Film an der Hochschule für bildende Künste Hamburg. Ihre Mentoren waren Wim Wenders und Pepe Danquart. Neben dem Studium unterrichtete sie mehrere Jahre die Film-AG am Osterbek-Gymnasium in Hamburg und leitete Videokurse für Kinder und Jugendliche, außerdem arbeitete sie freiberuflich als Kamerafrau in den Bereichen Kurzspielfilm, Werbung und Dokumentarfilm.
Von 2012 bis 2014 absolvierte Monika Plura ihr Masterstudium in Bildgestaltung an der Hamburg Media School. Parallel zu ihrer Kameraarbeit unterrichtet sie weiterhin als Dozentin und schreibt Drehbücher.
Sie war Kamerafrau des Kurzfilms Perfection, der 2014 auf den Internationalen Hofer Filmtagen uraufgeführt wurde,
danach Kamerafrau des Kurzfilms Am Strand der 2015 ebenfalls auf den Internationalen Hofer Filmtagen uraufgeführt wurde.
Im Frühjahr 2015 übernahm Monika die Bildgestaltung für die 90-minütige Fernseh-Krimikomödie Vorstadtrocker. Ihre Zwillingsschwester Martina Plura führte Regie. Auf den 37. Biberacher Filmfestspielen gewann Vorstadtrocker den Biber für den „Besten Fernsehfilm“.

## Ehrungen und Auszeichnungen
2011 wurde Monika Plura gemeinsam mit ihrer Zwillingsschwester 2011 mit dem Johanna Loewenherz-Stipendium ausgezeichnet. Die Begründung lautete zusammengefasst „Monika und Martina Plura sind Frauen, die in ihrem Bereich erfolgreich studieren, Frauenthemen in ihren Filmen aufgreifen und sich mit ihrem ehrenamtlichen Einsatz in Neuwied besonderes für Frauen, bzw. Mädchen einsetzen“.

## Filmografie (Auswahl)
- 2004: Tote Hunde bellen nicht (Regie: Martina Plura)
- 2006: Vergessen (Regie: Dennis Looyen)
- 2009: Das Büdchen (Regie: Martina Plura)
- 2010: Ingeborgs 83. (Regie: Martina Plura)
- 2010: Am Draht (Regie: Yannik Lüdemann)
- 2011: Ich wette Du traust Dich nicht (Regie: Martina Plura)
- 2012: Cuba Libre (Regie: Martina Plura)
- 2013: Ketten der Liebe (Regie: Martina Plura)
- 2013: Leichenschmaus (Regie: Felix F. Walz)
- 2014: Ein kleiner Horrorfilm (Regie: Martina Plura)
- 2014: Perfection (Regie: Benedikt Röskau)
- 2014: Da nicht für (Regie: Martina Plura)
- 2014: Am Strand (Regie: Nele Mueller-Stöfen)
- 2015: Polizeiruf 110 (Regie: Eoin Moore) B-Kamera
- 2015: Vorstadtrocker (Regie: Martina Plura)
- 2016: SOKO München (4 Folgen, Regie: Till Müller-Edenborn)
- 2016: Serenade für Fanny (Regie: Monique Marmodeé)
- 2017: 13 Uhr mittags (Regie: Martina Plura)
- 2017: Tatort: Blut (Regie: Philip Koch) B-Kamera
- 2017: Tatort:  Im toten Winkel (Regie: Philip Koch) B-Kamera
- 2017: Polizeiruf 110: Für Janina (Regie: Eoin Moore)
- 2017: Polizeiruf 110: Mörderische Dorfgemeinschaft (Regie: Philipp Leinemann)
- 2019–2021: Letzte Spur Berlin, 5 Folgen (Regie: Martina Plura)
- 2019: SOKO Hamburg, 3 Folgen (Regie: Sven Nagel)
- 2019: Ella Schön, 2 Folgen (Regie: Holger Haase)
- 2020: Friesland: Aus dem Ruder (Regie: Martina Plura)
- 2019: Zu weit weg
- 2022: Mein Lotta-Leben: Alles Tschaka mit Alpaka!
- 2022: Last X-Mas
- 2023: Unsichtbarer Angreifer
- 2024: Achtsam Morden (Netflix, Folge 1–8, Regie: Martina Plura)
- 2025: Mädchen Mädchen (Regie: Martina Plura)

## Auszeichnungen
- Bester Fernsehfilm – Vorstadtrocker – 37. Biberacher Filmfestspiele[9]
- Best Cinematography – Am Strand – 12th. Vancouver International Women in Film Festival
- Bester Kurzfilm – Ketten der Liebe – 14. Festival International du Court Métrage[10]